# Canal de Nymphembourg
Dans le cadre du réseau de canaux du nord de Munich, le canal de Nymphembourg (en allemand : Nymphenburger Kanal) à Munich alimente le parc du château de Nymphembourg en eau du Würm dans sa section ouest, également connue sous le nom de canal Pasinger ou canal Pasing-Nymphenburg. Sa partie orientale, également connue sous le nom de canal du château (Schlosskanal), sert à des évènements représentatifs.

## Cours
Le canal de Nymphembourg commence sous le nom de Canal Pasing-Nymphenburg en tant que branche du Würm dans le quartier de Pasing .
Après être entré dans le parc du château, le canal alimente la cascade à son extrémité ouest, ainsi que l'ensemble du système d'eau du parc, y compris les petits et grands lacs. L'eau du canal alimente également les stations de pompage du château de Nymphembourg, qui pressurisent l'eau pour les fontaines des jardins du palais.

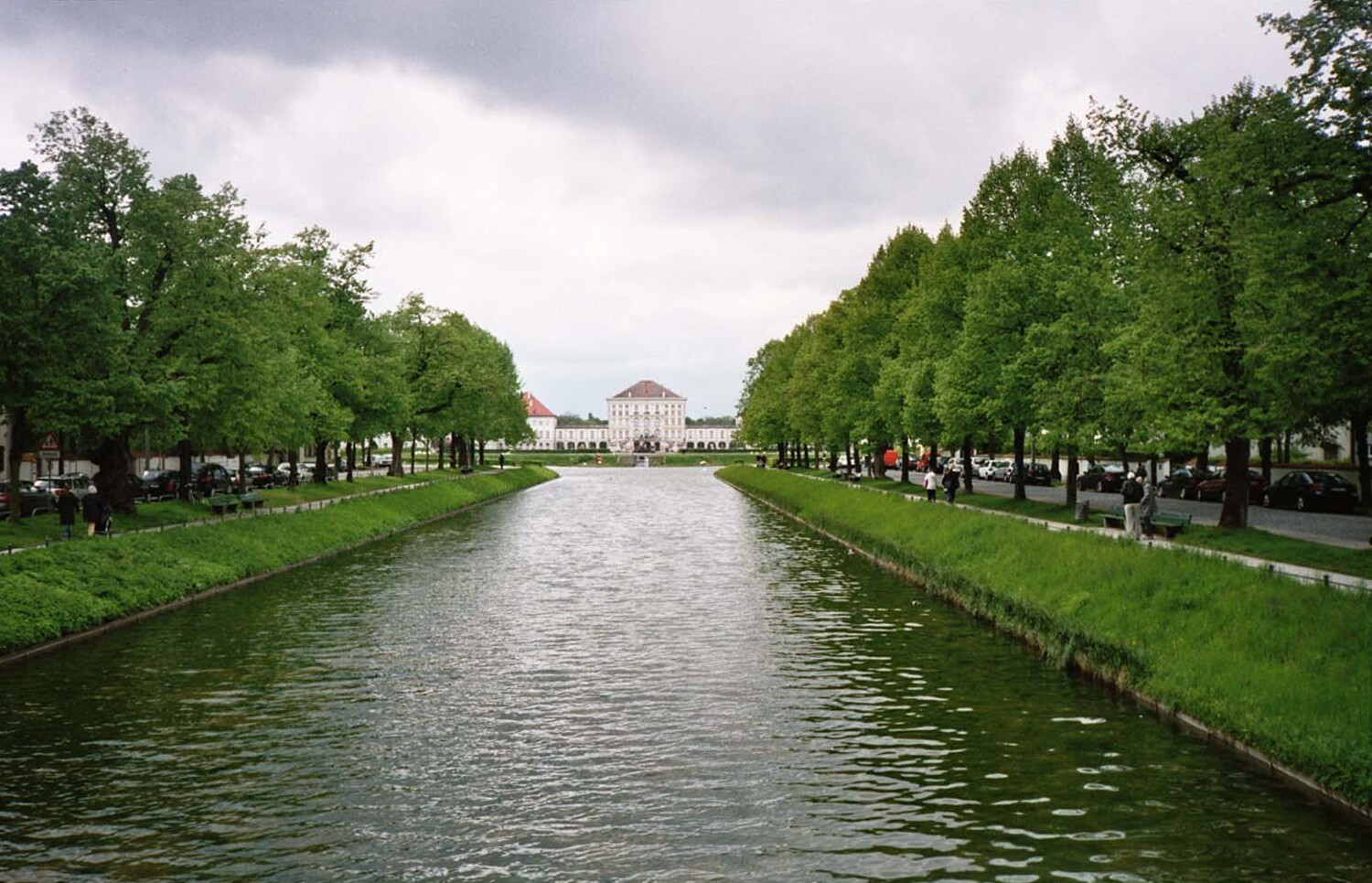
Vue depuis le Ludwig-Ferdinand-Brücke jusqu'au château de Nymphembourg

Le canal continue son cours rectiligne à travers le parc du palais, mais se divise en deux bras devant le Grand Parterre, qui coulent sous les deux ailes latérales du palais pour s'unir à nouveau devant le palais pour former un étang avec une fontaine. Chacun des deux bras fait environ 750 m de long.
De là, le canal fonctionne comme un canal secondaire sous le nom de Schlosskanal dans le prolongement de son axe d'origine, également tout droit vers Neuhausen, où après environ 1,5 km il se termine dans le bassin de l'Hubertusbrunnen. Le Grünwaldpark le jouxte au sud-est.
Devant le palais, à côté du bassin avec la fontaine, le Nymphenburg-Biedersteiner Kanal bifurque en diagonale du canal de Nymphembourg dans une direction est-nord-est, se dirige vers le parc olympique et se termine après un parcours total d'environ 8 km dans le Schwabinger Bach dans le Jardin Anglais.

## Histoire
Le canal Pasing-Nymphenburg a été créé en 1701-1703 par l'électeur Maximilien-Emmanuel de Bavière dans le cadre de l'agrandissement du palais de Nymphembourg pour alimenter le palais et le parc en eau. À cette fin, les agriculteurs des villages d'Obermenzing et de Pipping ont été contraints de céder leurs terres sans compensation. Afin de drainer l'eau, le canal Nymphenburg-Biederstein a été construit immédiatement après en 1702-1704. Le canal à l'est du château, qui est accompagné des deux avenues d'accès, n'a été construit que par l'électeur Karl Albrecht dans les années 1728-30. Cependant, son projet ambitieux de créer une Karlstadt autour du canal a échoué. En raison de la croissance de la ville et de l'augmentation du trafic associée, le pont Ludwig Ferdinand, qui n'était pas initialement prévu dans l'axe visuel du canal du château, a dû être construit en 1892, suivi du pont Gerner en 1897.

## Situation actuelle
Le canal de Nymphenburg est l'une des lignes de perspective les plus distinctives de Munich. La zone de part et d'autre de la partie est du canal flanquée des avenues d'accès est aujourd'hui l'une des zones résidentielles haut de gamme de la ville. En hiver, le canal gelé de Nymphembourg est souvent utilisé pour le patinage et le sport sur glace. Dans les années 1990, l'équilibre écologique du canal a été mis sous pression, ce qui s'est traduit, entre autres, par la propagation considérable d'algues et des stocks de poissons excessifs.

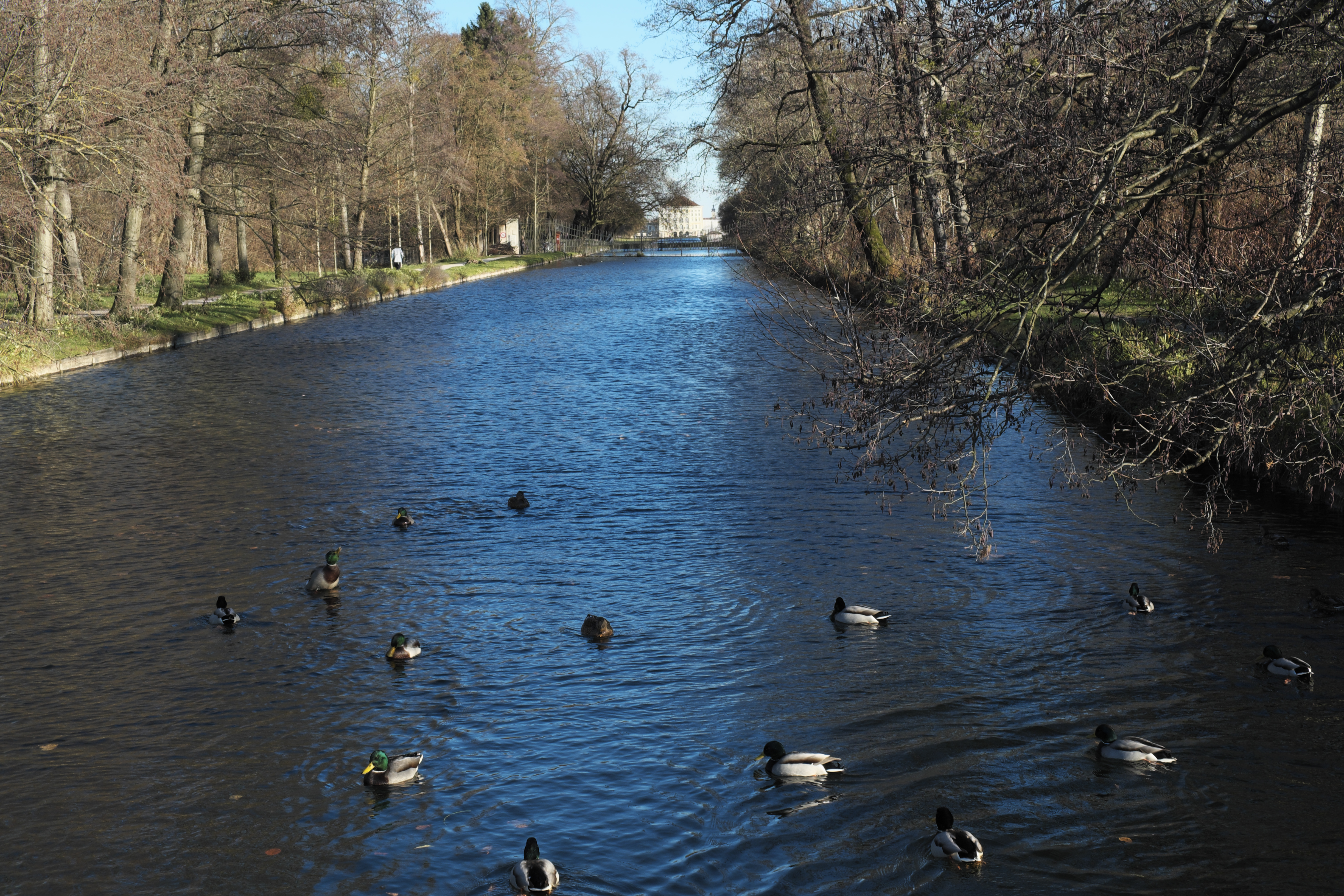
Vue du canal
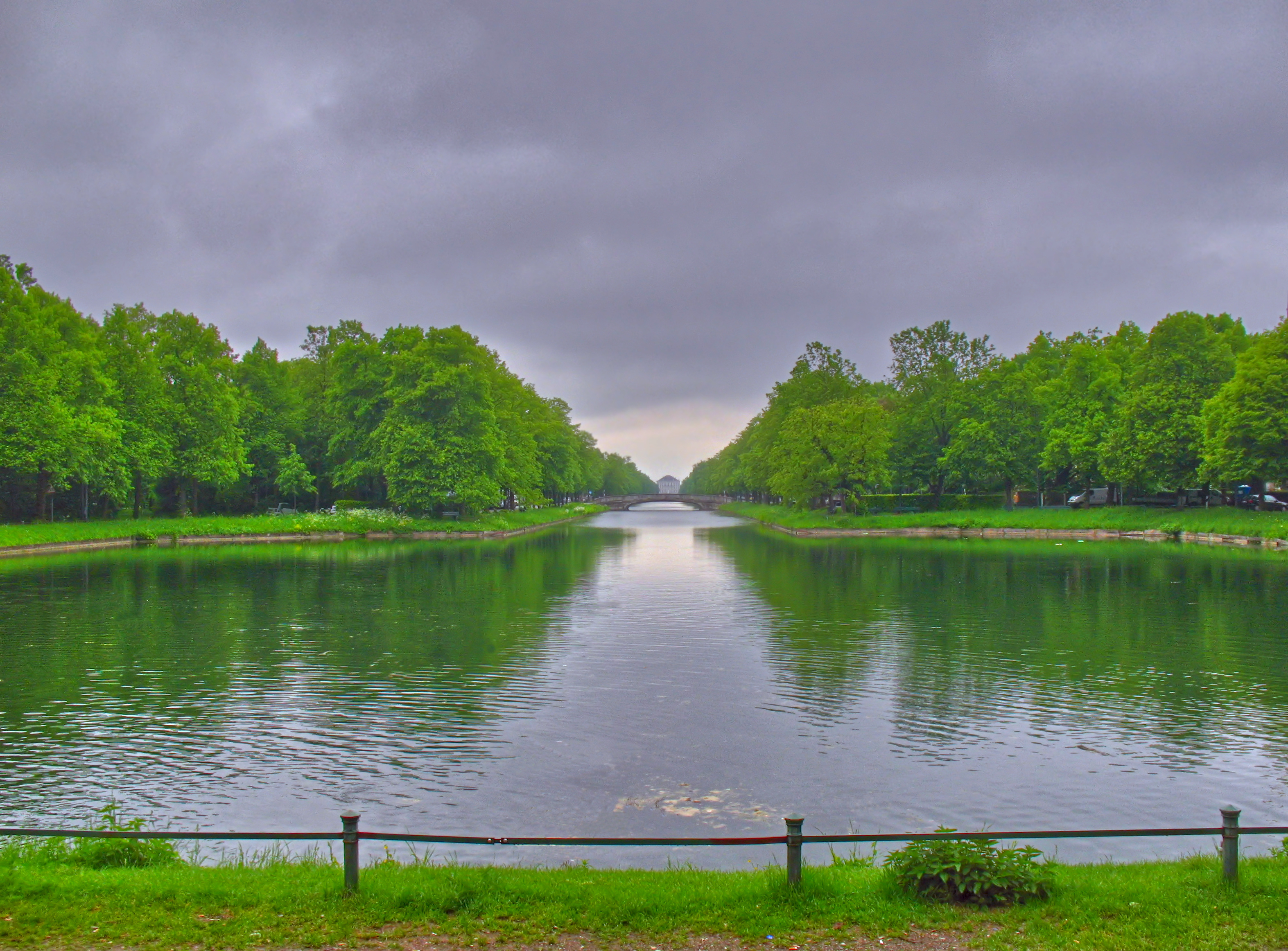
Perspective
En bleu, le canal et ses ramifications
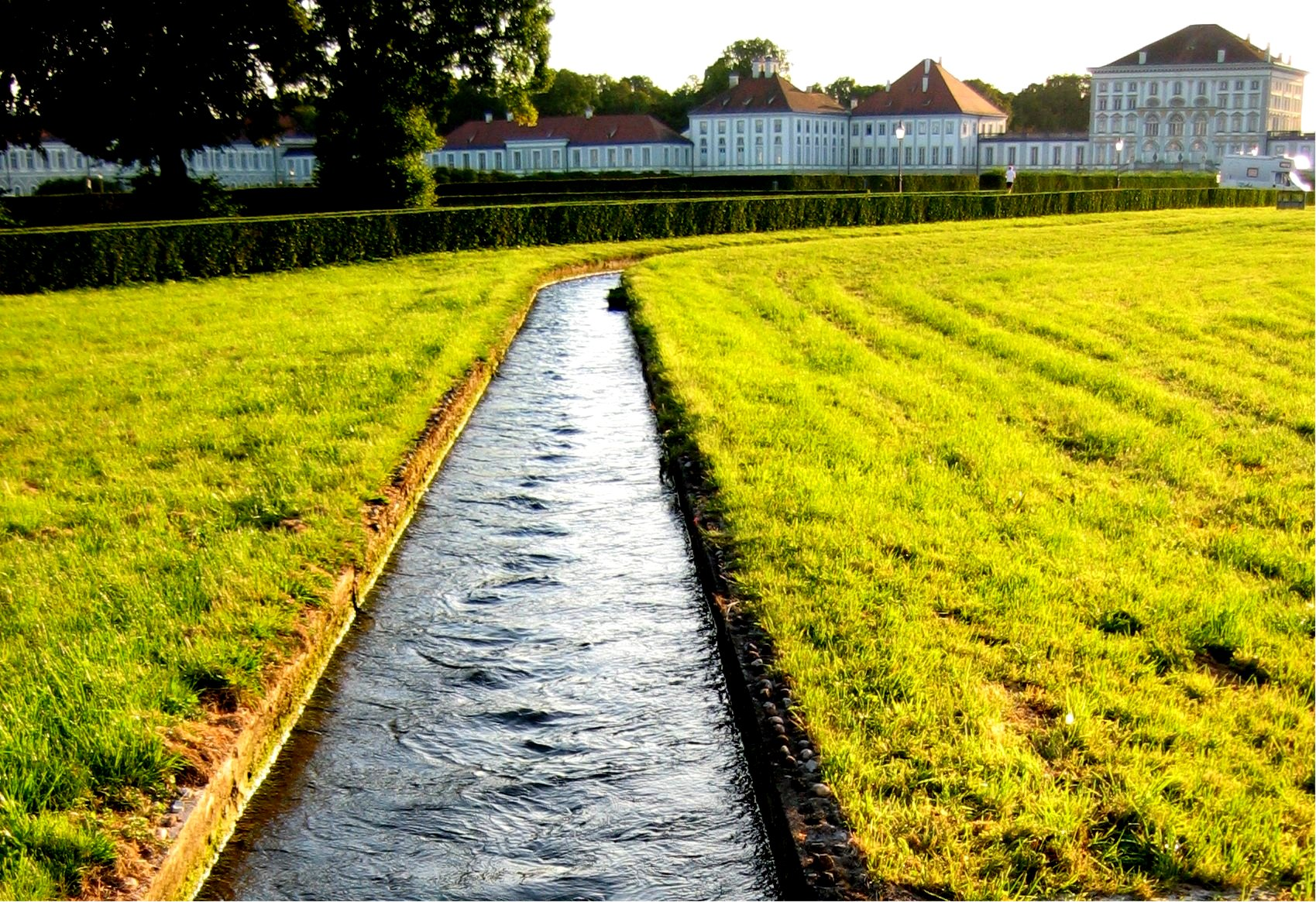
Un bras du canal
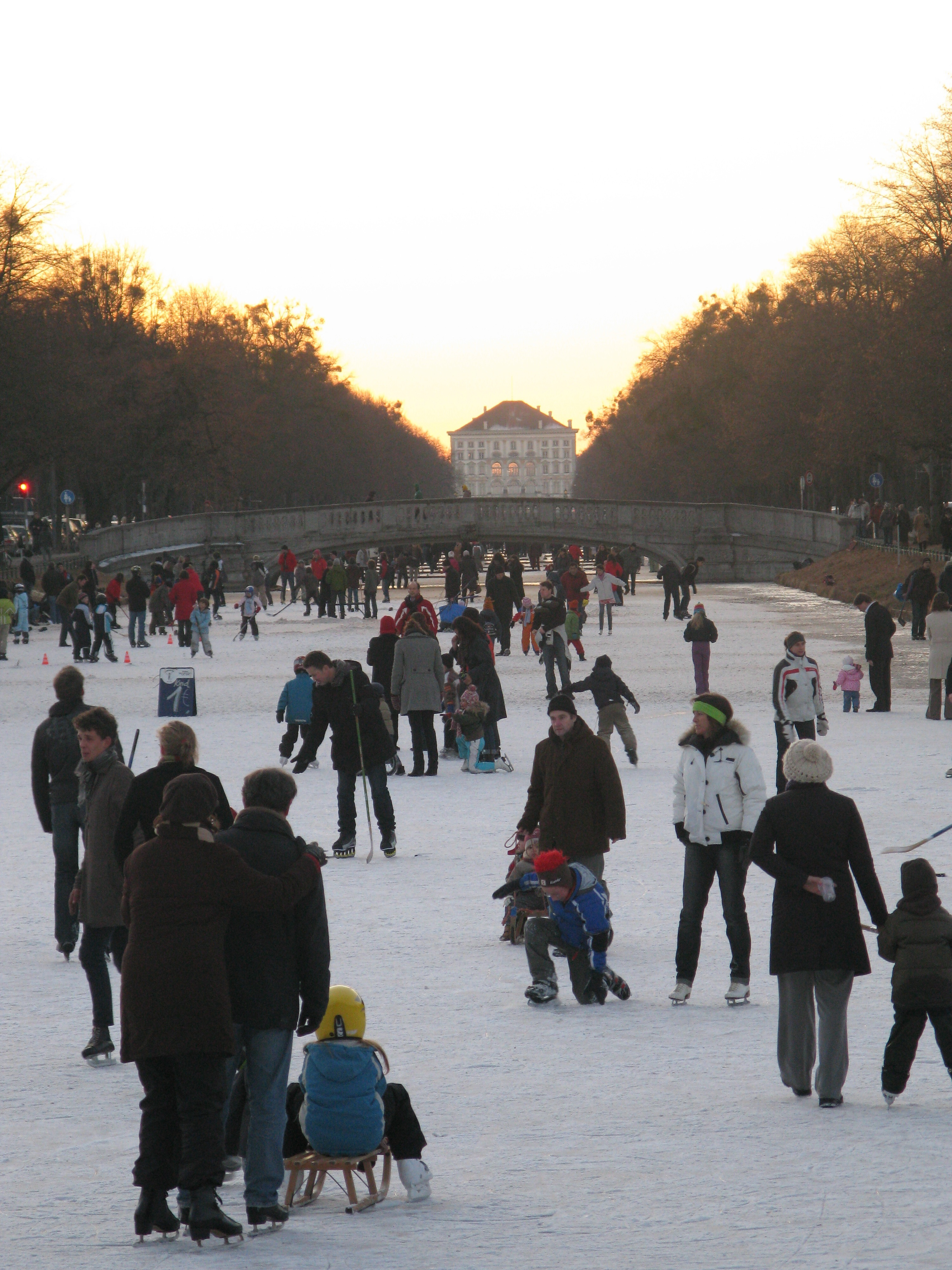
Sport sur glace et patinage sur le canal gelé

## Littérature
- Peter Klimesch, Isarlust : Entdeckungen in München, 2011, 165 p. (ISBN 978-3-937090-47-4)
- Christine Rädlinger, Geschichte der Münchner Stadtbäche (ISBN 978-3-9809147-2-7 et 3-9809147-2-0)
- Franz Schiermeier, Münchner Stadtbäche : Reiseführer zu den Lebensadern einer Stadt, 2010, 151 p. (ISBN 978-3-9813190-9-5)

## Sources
1. ↑  Judith Ammon, Almuth David: Kulturlandschaft Würm: von Pasing bis Allach, Baureferat der Landeshauptstadt München

- (de) Cet article est partiellement ou en totalité issu de l’article de Wikipédia en allemand intitulé « Nymphenburger Kanal » (voir la liste des auteurs).